# Franz Kale

Wappen der Braunschweiger Ratsfamilie Kale

Franz Kale (* 1499; † 29. August 1558 in Braunschweig) war ein deutscher Ratsherr und Großer Bürgermeister der Braunschweiger Altstadt.

## Leben
Franz Kale gehörte der seit 1281 in Braunschweig nachweisbaren Patrizier- und Ratsfamilie der Altstadt, Kale, an. Die Kaufmannsfamilie war im Rat der Altstadt von 1323 bis 1609 vertreten und stellte mehrfach den Großen Bürgermeister. Franz war der Sohn des Konstablers der Altstadt, Hermann Kale, und dessen aus der Familie von Damm stammenden Ehefrau Hanneke. Er war ab 1529 Ratsherr der Altstadt, von 1530 bis 1533 zunächst Kleiner Bürgermeister und von 1536 bis 1556 Großer Bürgermeister der Altstadt.
Kale war seit 1523 verheiratet mit Cecilia Schacht (1505–1561), Tochter des Bürgermeisters Dietrich Schacht. Das Paar hatte neun Kinder. Die Familie bewohnte das ererbte, seit 1457 in Familienbesitz befindliche Haus in der Turnierstraße (spätere Assekuranznummer 632) gegenüber der Martinikirche. Franz Kale, laut Werner Spieß „der bedeutendste Bürgermeister der Stadt im Nachmittelalter“, starb im August 1558 im Alter von ca. 59 Jahren in seiner Heimatstadt.

### Braunschweig als Mitglied des Schmalkaldischen Bundes
In Kales Amtszeit fällt die Auseinandersetzung zwischen dem katholischen Landesherrn Herzog Heinrich dem Jüngeren und den protestantischen Kräften des Fürstentums Braunschweig-Wolfenbüttel. Kale gehörte dem ab 1530 rein evangelischen Rat an und trug vermutlich dessen Konfrontationspolitik mit, die auf einen Bruch zwischen Stadt und Herzog zusteuerte. Dieser Bruch erfolgte 1531 auf dem Landtag zu Salzdahlum, in dessen Folge sich die Stadt Braunschweig zu ihrem Schutz dem Schmalkaldischen Bund, einem Verteidigungsbündnis protestantischer Fürsten und Städte, anschloss. In den folgenden Jahren wurden mehrere Bundesversammlungen in Braunschweig abgehalten. Der ersten Zusammenkunft im Jahr 1532 folgte im März/April 1538 im Neustadtrathaus ein besonders prächtiges Treffen, das bedeutende Persönlichkeiten in die Stadt führte, darunter Kurfürst Johann Friedrich von Sachsen, Landgraf Philipp von Hessen, Herzog Ernst den Bekenner und König Christian III. von Dänemark. Die hochadeligen Besucher sowie Gesandte und Botschafter wurden von Braunschweiger Bürgern in ihren Häusern beherbergt. Der zu den Gästen gehörende lutherische Theologe Urbanus Rhegius beriet die Stadt gutachtlich gegen Herzog Heinrich den Jüngeren.
Gestärkt durch die Bündniszugehörigkeit, fühlte sich der Braunschweiger Rat ermutigt, gegen die Burgfreiheit, das Cyriakusstift und das Aegidienkloster vorzugehen, das 1542 sogar geschlossen wurde. Ebenfalls 1542 besetzten Schmalkaldische Bundestruppen zum Schutz Braunschweigs und der Reichsstadt Goslar das Fürstentum Heinrichs des Jüngeren. Die Verwaltung des im August eroberten Schlosses Wolfenbüttel, damals herzogliche Residenz, übernahm ein Konsortium aus vier Männern, zu denen auch Franz Kale gehörte. Der für abgesetzt erklärte Herzog musste außer Landes fliehen. Auf dem nachfolgenden Schmalkaldener Bundestag vom 20. August bis zum 8. September 1542 in Braunschweig wurde Franz Kale zum Mitglied des achtköpfigen Ratskollegiums der Schmalkaldischen Landesverwaltung gewählt, die in Wolfenbüttel ihren Sitz hatte. Somit hatte die politisch selbständig agierende Stadt Braunschweig Sitz und Stimme im höchsten Landesregiment. Kale nutzte diesen Einfluss, um die Kriegsfolgen in Stadt und Herzogtum zu mildern. Im Jahr 1544 ist Kale als Abgesandter auf dem Reichstag von Speyer nachweisbar. Im besetzten Herzogtum wurde mit Hilfe einer umfassenden Kirchenvisitation die Reformation vorangetrieben. Die beiden landesherrlichen Stifte St. Blasius und St. Cyriacus traten 1543 zum Luthertum über. Im Jahr 1544 wurde die dem Patronat des geflohenen Herzogs unterstehende Kirche St. Ulrici auf dem Kohlmarkt abgebrochen.

### Schmalkaldischer Krieg
Herzog Heinrich d. J. versuchte ab 1545 vergeblich, sein Land zurückzuerobern. Er sandte Fehdebriefe an die Stadt, die er ohne Erfolg angriff. Aus militärischen Gründen ließ der Rat einige Kirchenbauten vor den Toren der Stadt abreißen, um im Fall einer erwarteten Belagerung eine günstigere Verteidigungsposition zu besitzen. Zu den zerstörten Bauten gehörten das Stift St. Cyriacus, das Kreuzkloster, das Hospital St. Thomae und die Heiliggeistkapelle. Die städtischen Verteidigungsanlagen im Osten wurden erheblich ausgebaut. Herzog Heinrich d. J. war 1545 in Gefangenschaft Landgraf Philipps von Hessen geraten und auf kaiserliche Unterstützung angewiesen. Erst ein Sieg Karls V. in der Schlacht bei Mühlberg über den Schmalkaldischen Bund ermöglichte 1547 Heinrichs Rückkehr.

### Belagerungen der Stadt und Friedensvertrag von 1553
In den nachfolgenden Verhandlungen zwischen Stadt und Herzog kam es zu keiner Annäherung, da der Rat die hohen Entschädigungsansprüche Heinrichs zurückwies. Die Stadt bat den Kaiser um Vermittlung und sandte den Bürgermeister Bernd Kramer und Jost Kale, einen Verwandten Franz Kales, nach Augsburg, wo man 1548 in eine Buße von 50.000 Gulden einwilligte. Es kam dennoch zu keiner dauerhaften Aussöhnung zwischen Stadt und Herzog, da Braunschweig die Annahme des kaiserlichen Augsburger Interims ablehnte. Der Herzog versuchte nun, den Konflikt mit Waffengewalt zu lösen. In der Folge kam es in den Jahren 1550 und 1553 zu den stärksten Belagerungen Braunschweigs im 16. Jahrhundert, die jedoch nicht den vom Herzog erwarteten militärischen Erfolg zeitigten. Erst nach dem Sieg Heinrichs d. J. in der Schlacht bei Sievershausen am 9. Juli 1553 schlossen beide Parteien unter kaiserlicher Vermittlung am 20. Oktober 1553 den Frieden von Wolfenbüttel. Eine von Franz Kale angeführte Ratsgesandtschaft leistete am 23. Oktober 1553 Abbitte beim Herzog. Die Stadt Braunschweig akzeptierte eine Entschädigungszahlung von 80.000 Talern und konnte ihre Unabhängigkeit weitgehend bewahren. Die Stadt hatte zukünftig die Gerichtshoheit bis zur Landwehr inne. Ihr Besitz außerhalb der Landwehr galt nur als Pfandbesitz. Es wurde vom Herzog die freie Religionsausübung zugesichert, wie sie auch nachfolgend 1555 im Augsburger Reichs- und Religionsfrieden festgelegt wurde.
Laut Opalka bestimmte Franz Kale „seit Beginn der militärischen Auseinandersetzungen im Jahre 1542 maßgeblich die städtische Kriegs-, Außen- und Bündnispolitik.“ Kales politisches Wirken ist durch Dokumente im Stadtarchiv Braunschweig belegt. Er war 1550 und 1553 führend an den schwierigen Friedensverhandlungen mit Herzog Heinrich beteiligt. Der jahrzehntelange Streit zwischen Landesherrn und Stadt endete 1555 in einem feierlichen Neujahrsempfang Herzog Heinrichs in Braunschweig. Der Herzog war bei diesem Anlass Gast im Haus Franz Kales.

## Nachleben
An Franz Kale und seine Familie erinnert noch heute ein von einem unbekannten Künstler geschaffenes Epitaph in der Braunschweiger Martinikirche. Im Relief ist der links vor einem Altar kniende Verstorbene mit fünf Söhnen dargestellt, rechts die Ehefrau mit vier Töchtern. Die unter der Abbildung befindliche marmorne Inschriftentafel enthält folgende biographische Daten zu Franz Kale:

„ANNO . DOMINI . M . D . LVIII . DEN . XXIX . TAG . AVGVS(TI) / IST . DER . ERBAR . VND . WOLWEISE . HERR . FRANTZ / KALE . DIESER .
LOBLICHEN . STADT . BRAVNSCHWEIG / BVRGERMEISTER . IN . GOTT . DE(N) . HERN . SELIGLICHEN . / VERSCHIDE(N) . SEINES . ALTERS . IM LIX . IARE“

Diesen Angaben zufolge starb Kale am 29. August 1558 und nicht am 9. August oder 19. August, wie in einigen biographischen Artikeln angegeben ist. Auch das teilweise in der Literatur zu findende Geburtsjahr 1488 ist nicht konsistent mit der o. g. Inschrift, der zufolge Kale wohl im Jahr 1499 geboren wurde.
Seit 1892/1893 erinnert die Straßenbezeichnung Kalenwall an die Patrizierfamilie Kale.